# PARTY HOUSE
「PARTY HOUSE」（パーティ・ハウス）は、RIZEの18枚目のシングル。2015年7月24日にTENSAIBAKA RECORDSより発売された。

## 収録曲
1. PARTY HOUSE [4:22]
(作詞：JESSE, 金子ノブアキ, KenKen / 作曲：JESSE, 金子ノブアキ, KenKen, RIO)
2. NOTORIOUS Takkyu Ishino's Acid Sucker Mix [5:19]
(作詞・作曲：JESSE, 金子ノブアキ, KenKen)
  - オリジナルは2014年に発売されたミニアルバム『LOVEHATE』収録曲で、今作は電気グルーヴの石野卓球によるリミックス。実は最初に「PARTY HOUSE」のリミックスを頼もうとしていたが、石野にオファーした時点で楽曲ができておらず、先にできていた「NOTORIOUS」をリミックスすることになった[1]。石野は「オリジナルを聴いた第一印象は"かっけー!&ガラ悪りー!"だったので、心置きなくガラ悪くACIDビキビキにさせてもらった」とコメント[2]。KenKenは「リミックスを入れる、という話になったときに、やってもらうなら卓球さんしかいないって話になった。一応言うだけ言ってみようとお願いしたら、やっていただけることになった」と話している[1]。

### ミュージック・ビデオ
1. PARTY HOUSE (Music Video)
2. PARTY HOUSE (Making)